# Adelgunde
Adelgunde (auch Adelgundis) ist ein weiblicher Vorname.

## Herkunft und Bedeutung
Der Name ist zusammengesetzt aus althochdeutsch adal „vornehm, edel; Abstammung“ Gesinnung und gund „Kampf“.

## Varianten
Varianten von Adelgunde sind:
- deutsch: Adelgund, Adelgonde, Aldegundis, Algonda, Algunde, Adela, Adele und Gunda
- französisch: Aldegonde
- polnisch: Adalgunda
- portugiesisch: Aldegundes

## Namenstag
Namenstag ist der
- 30. Januar: Hl. Aldegundis (katholisch)

## Bekannte Namensträgerinnen
- Heilige Aldegundis (* um 630, † 684?), Klostergründerin und Äbtissin in Maubeuge

Hochadel (chronologisch)
- Luise Adelgunde Victorie Gottsched (1713–1762), deutsche Schriftstellerin
- Adelgunde Auguste von Bayern (1823–1914), Prinzessin von Bayern, genannt „Tante Modena“
- Mathilde Marie Adelgunde Alexandra von Österreich (1849–1867), österreichische Adlige, bekannt als Mathilde von Österreich-Teschen
- Adelgunde von Portugal (1858–1946), Infantin von Portugal, auch: Adelgunde de Bragança
- Adelgunde von Bayern (1870–1958), Prinzessin von Bayern

Klostername Adelgundis
- Adelgundis Berlinghoff (1849–1922), Gründungsäbtissin des Benediktinerinnenklosters St. Gabriel in Prag
- Adelgundis Lohrmann (1893–1974), deutsche Zisterzienserin, 1947 bis 1974 Äbtissin des Zisterzienser-Klosters Lichtenthal
- Adelgundis Selle (1921–2008), deutsche Zisterzienserin, 1989 bis 2001 Äbtissin des Zisterzienser-Klosters Lichtenthal

Vorname (alphabetisch)
- Adelgunde Stölzl (1897–1983), deutsch-schweizerische Weberin und Textildesignerin, bekannt als Gunta Stölzl
- Adelgunde Krippel (1900–1986), österreichische Kunstkeramikerin
- Adelgunde Mertensacker (1940–2013), deutsche Politikerin (Christliche Mitte)